# Angelica Lee
Pour les articles homonymes, voir Lee.

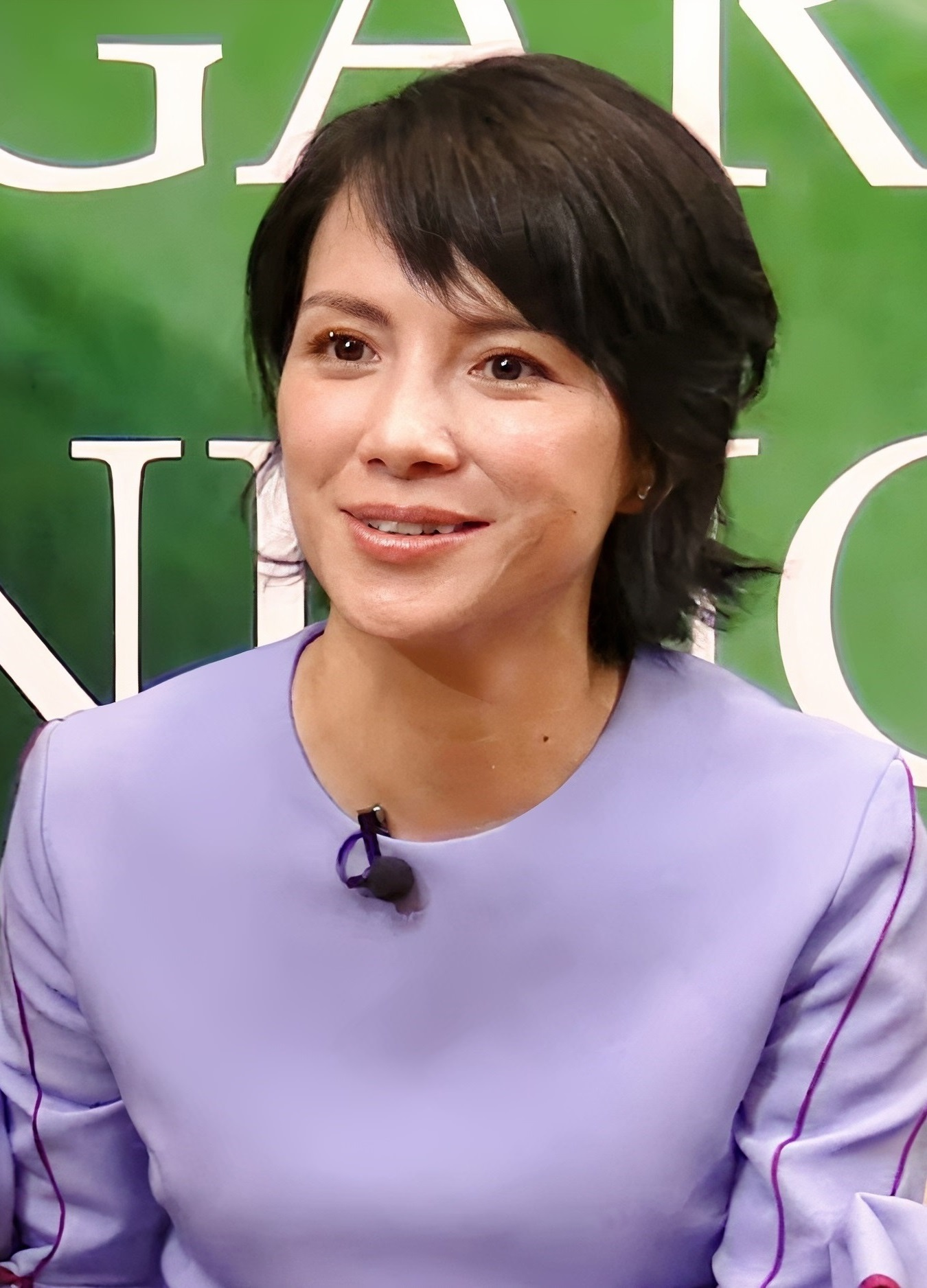

Angelica Lee Sin-Jie, (chinois : 李心潔 ; Hakka Pinyin : Lee Sin Chet ; pinyin : Lǐ Xīnjié), née le 23 janvier 1976 à Alor Setar, dans l'état du Kedah en Malaisie, est une actrice et scénariste malaisienne d'origine chinoise.

## Biographie
En 1976, Angelica Lee naquit en Malaisie d'un père propriétaire d'un magasin de moto et d'une mère femme au foyer.
Durant ses années à l'école primaire, Lee participait très souvent à des concours de chant, où elle a d'ailleurs remporté de nombreuses récompenses, également dans diverses activités reliées au sport. A la Keat Hwa Secondary School, elle était en tête au club de théâtre. En 1995, à 19 ans, Lee a été découverte par Sylvia Chang à Kuala Lumpur lors d'une audition.

### Hope Education Foundation
En 2006, elle et ses amies, Charlie Yeung, Gigi Leung, et Valen Hsu, ont formé la Hope Education Foundation, une association qui a pour but d'aider les enfants en difficulté.

## Carrière
Angelica a commencé sa carrière dans le chant et a ensuite déménagé à Taiwan, puis à Hong Kong. Lee a joué dans The Eye, film d'horreur à succès, pour lequel elle a remporté en 2003 le prix de « La meilleure actrice », aux Hong Kong Film Awards. Elle fait partie des artistes asiatiques qui a remporté en 2001 un prix au Festival du Film de Berlin. Elle a gagné à ce festival le prix de « La meilleure actrice », pour le film Betelnut Beauty.
Lee a également joué dans les films 20 30 40 (où elle se retrouve avec la personne qui l'a découverte, Sylvia Chang Ai Jia), et Koma. Angelica Lee a interprété le rôle de Tsui Ting-Yin dans Re-cycle, film qui a été projeté au Festival de Cannes 2006.

## Vie privée
Elle est mariée avec Oxide Pang.
Angelica Lee parle cinq langues : mandarin, hokkien, malais, cantonais et anglais.

## Filmographie
Actrice
- 1999 : Yeung gwong ging chaat : Katy
- 2001 : Betelnut Beauty (Ai ni ai wo) : Fei-fei
- 2002 : Seung fei : Ling
- 2002 : The Eye (Gin gwai) : Wong Kar Mun
- 2003 : Lu bin xun piao liu ji : Hsiao Fei
- 2003 : Golden Chicken 2
- 2004 : 20 30 40 (Twenty Thirty Forty) : Xiao Jie
- 2004 : Koma : Chi Ching
- 2004 : A1 tou tiao : Elaine Tse
- 2005 : Saam cha hau : Su Fong/Amy
- 2005 : Gu lian hua : Wubao
- 2006 : Re-cycle (Gwai wik) : Tsui Ting-Yin
- 2007 : Ye ming : Xu Dan Rong
- 2007 : Zhan. gu : Hong Dou
- 2007 : Mini : Mini
- 2008 : Sam hoi tsam yan : Dr. Gao Jing
- 2010 : Chu lian hong dou bing
- 2013 : Inferno
- 2015 : Nian nian
- 2019 : The Garden of Evening Mists (en)

Scénariste
- 2004 : 20 30 40 (Twenty Thirty Forty)